# Stephanopodium cuspidatum
Stephanopodium cuspidatum är en tvåhjärtbladig växtart som beskrevs av G.T. Prance. Stephanopodium cuspidatum ingår i släktet Stephanopodium och familjen Dichapetalaceae. Inga underarter finns listade i Catalogue of Life.